# Čukarički Stadium
El Čukarički Stadium (en serbio: Стадион Чукаричког), también conocido como Estadio Banovo Brdo (en serbio: стадион на Бановом брду) es un estadio multiusos utilizado principalmente para partidos de fútbol ubicado en Belgrado, capital de Serbia y actualmente es la sede del FK Čukarički.

## Historia
Construido en 1969 con sólo la grada este al descubierto, tenía una capacidad para alrededor de 3.000 espectadores que acompañaron al equipo hasta la reciente renovación, que tuvo lugar entre 2012-2013 cuando se modernizó el estadio con la incorporación del sistema de iluminación y el nuevo Zapad Tribina que elevó el número total de escaños a 4.070.
La reinauguración oficial tuvo lugar el 13 de agosto de 2013 con motivo del partido de campeonato local contra el FK Sloboda Užice. El inicio de la temporada 2018-2019 amplió la capacidad a 7.000 asientos, con la finalización de la tribuna oeste y la incorporación de un sector independiente para invitados.